# نيل برستون
نيل برستون (بالإنجليزية: Neal Preston)‏ هو كاتب ومصور أمريكي، ولد في 1952.